# Будони
Будони (итал. Budoni) — коммуна в Италии, располагается в регионе Сардиния, в провинции Сассари.
Население составляет 5 253 человека (30-6-2019), плотность населения составляет 96,78  чел./км². Занимает площадь 54,28 км². Почтовый индекс — 8020. Телефонный код — 0784.
Покровителем коммуны почитается святой Иоанн Креститель, празднование 29 августа.

## Демография
Динамика населения:

## Администрация коммуны
- Официальный сайт: https://web.archive.org/web/20090806063513/http://www.budoni.com/